# Feixes de la Casota
Les Feixes de la Casota és un indret del terme de Sant Esteve de la Sarga, al Pallars Jussà, en el territori de l'antic poble, desaparegut, de Mont-rebei.
El lloc és quasi a l'extrem de ponent del terme, al nord-est del Congost de Mont-rebei, just al nord de la Masieta. La carretera local que ressegueix tots els llocs de la Feixa passa per aquest indret en la seva davallada cap a la Noguera Ribagorçana i el Congost de Mont-rebei.
És un conjunt de feixes que baixen gradualment cap al riu, que, antigament, estaven conreades.